# Одеський національний художній музей

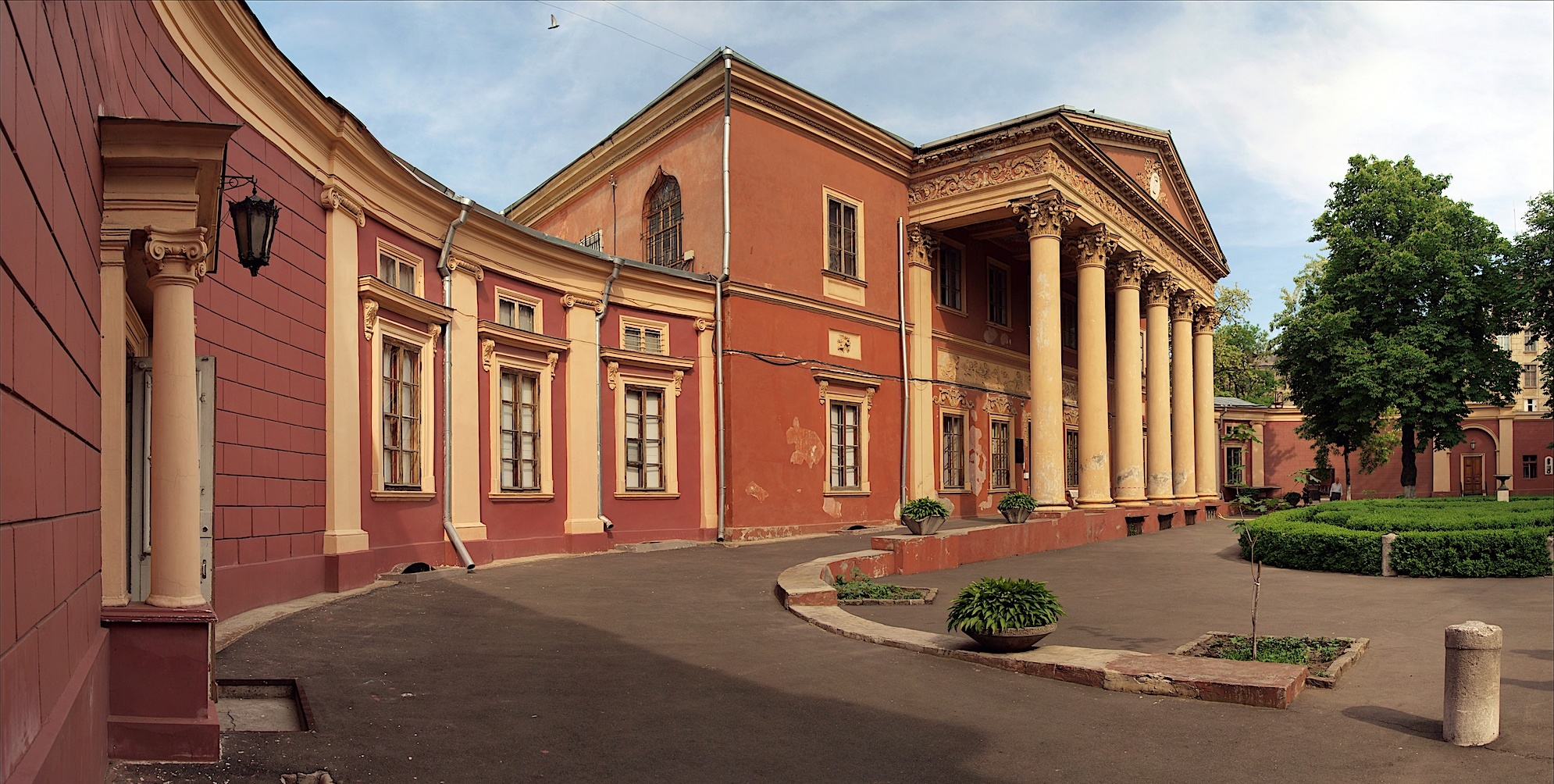
Палац Потоцьких

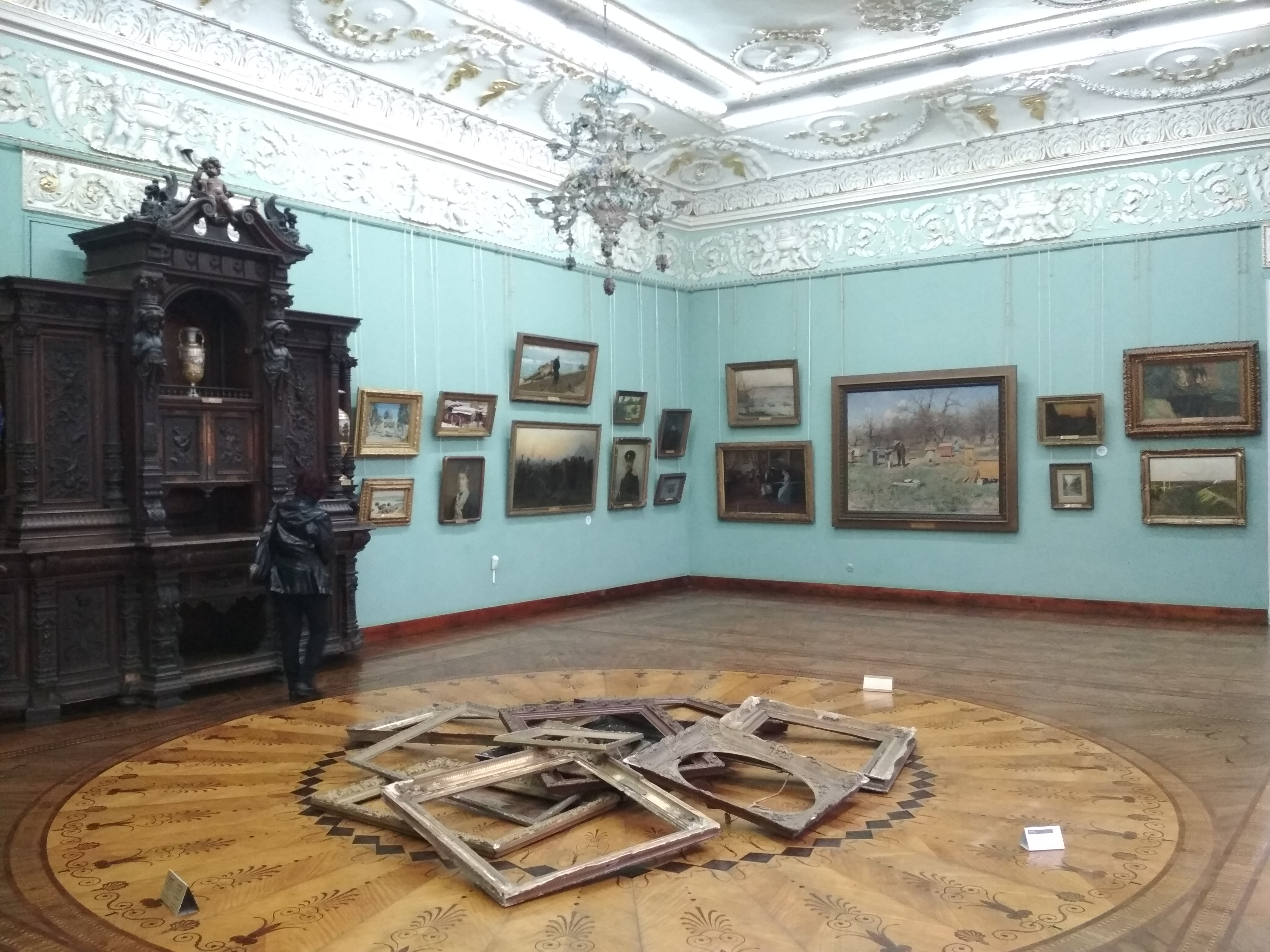

Одеський національний художній музей — державний художній музей, розташований у центрі Одеси, у будівлі садиби родини Наришкіних, пам'ятнику архітектури початку XIX століття.
З 14 жовтня 2021 має статус національного.

## Колишні назви
- Міський музей витончених мистецтв (до 1919)
- Перша державна картинна галерея (до 1923)
- Третій Народний художній музей (до 1925)
- Народний художній музей (до 1938)
- Музей російського та українського мистецтва імені Ісаака Бродського (до 1941),
- Музей Потоцького (до 1944)
- Художня картинна галерея (до 1947)
- Картинна галерея (до 1950)
- Картинна галерея (до 1950)
- Одеська державна картинна галерея (до 1966)
- Одеський художній музей (до 2021)
- З 2021 — Одеський національний художній музей[1]

## Історія

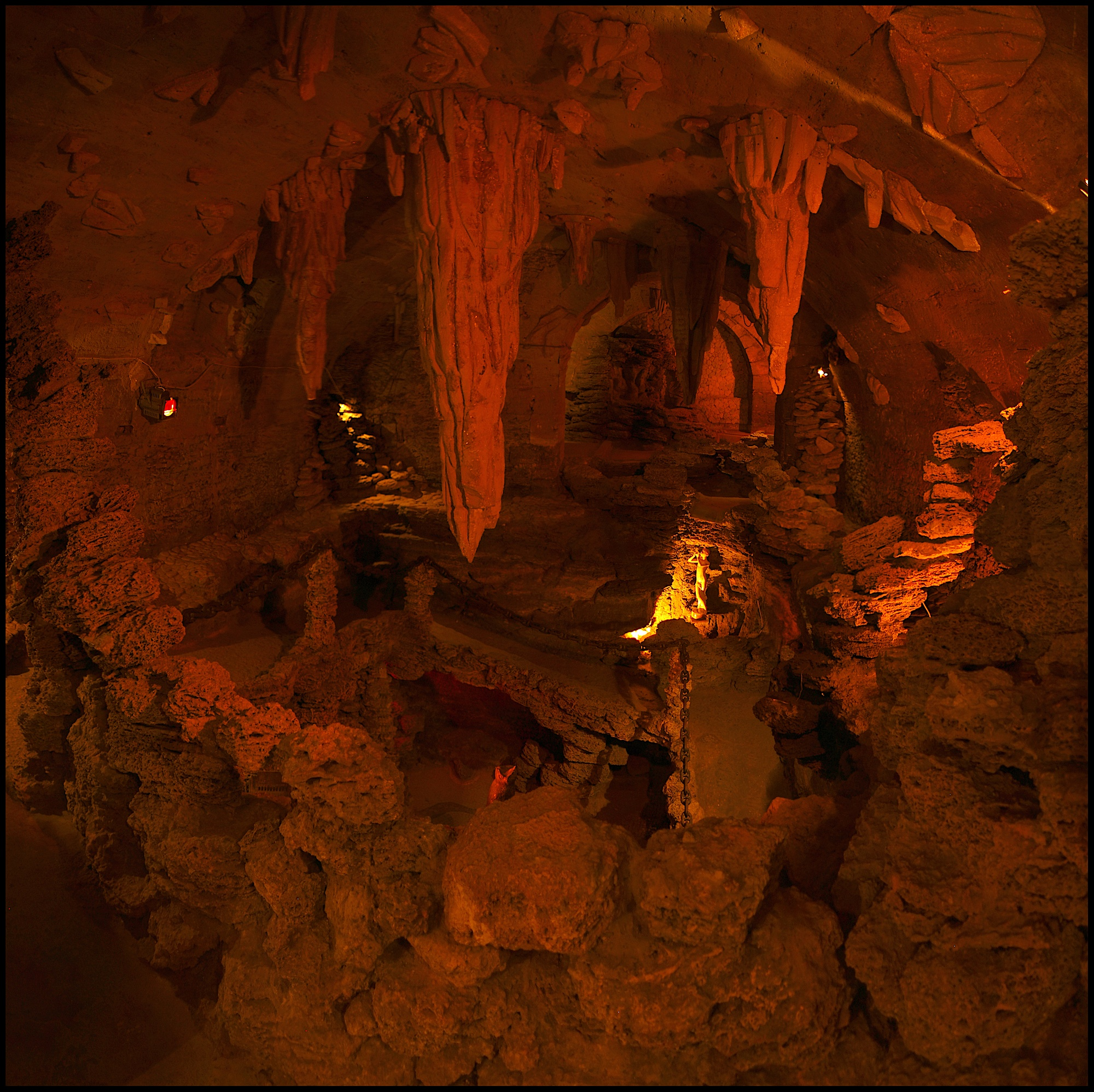
Грот музею

Музей було відкрито 6 листопада 1899 року стараннями Одеського товариства витончених мистецтв (засноване в 1865 році). Музейні збори почалися з картин, переданих для музею Імперською академією мистецтв. Експозиція Одеського художнього музею розміщена у 26 залах.
З жовтня 2021 року музей має статус національного.
У грудні 2021 року музей було передано у власність держави.
23 червня 2023 року, Рішенням сесії Одеської обласної ради, Одеський художній музей було перейменовано в Одеський національний художній музей.

### Будівля
Автор проєкту садиби не відомий. Будівництво тривало у 1823—1826. Будівлю освідчив у 1828 одеський архітектор Франческо Боффо. Палац побудовано в стилі класицизму — двоповерховий, з шестиколонним портиком та трикутним начілоком з картушем над ним. Під час пізніх перебудов будівля була поєднана з бічними флігелями заокругленими галереями, що утворюють курдонер. Розпланування на ділянці — садибного типу, за палацом на схилі був влаштований пейзажний парк. Існує штучний грот, який був влаштований у 1880-х роках для виставки устрою дому.
Інтер'єри — в стилі класицизму та історизму. Звертають на себе увагу стародавні італійські паркети палацу, нехай і з дещо дрібним малюнком. У пишних залах палацу збереглися класичне оздоблення карнизів, орнаментація стель та елегантна за формою порцелянова жирандоля.
Перша володарка палацу — Ольга Потоцька, яка під час будівництва вступила в шлюб з Наришкіним.
У 1840-х володарем музею стали польські магнати Юр'євичі.
У 1888 палац придбав Григорій Маразлі, який подарував будівлю місту Одеса, для розташування у ньому громадських закладів (Педагогічний музей, публічна читальня, Бальнеологічне товариство, Міський музей витончених мистецтв та інші).
Міський музей витончених мистецтв відкритий для відвідин 6 листопада 1899 року.
20 липня 2023 року, вночі, в результаті ворожого ракетного обстрілу м. Одеси в ході російського вторгнення в Україну, будівля Одеського національного художнього музею постраждала. Міністр культури та інформаційної політики України Олександр Ткаченко заявив, що відомство проводить переговори з міжнародними партнерами щодо першочергової консервації постраждалих музеїв. Також Мінкульт закликає ЮНЕСКО «все ж таки назвати ім'я агресора, вкотре переосмислити його роль у керівних органах організації».

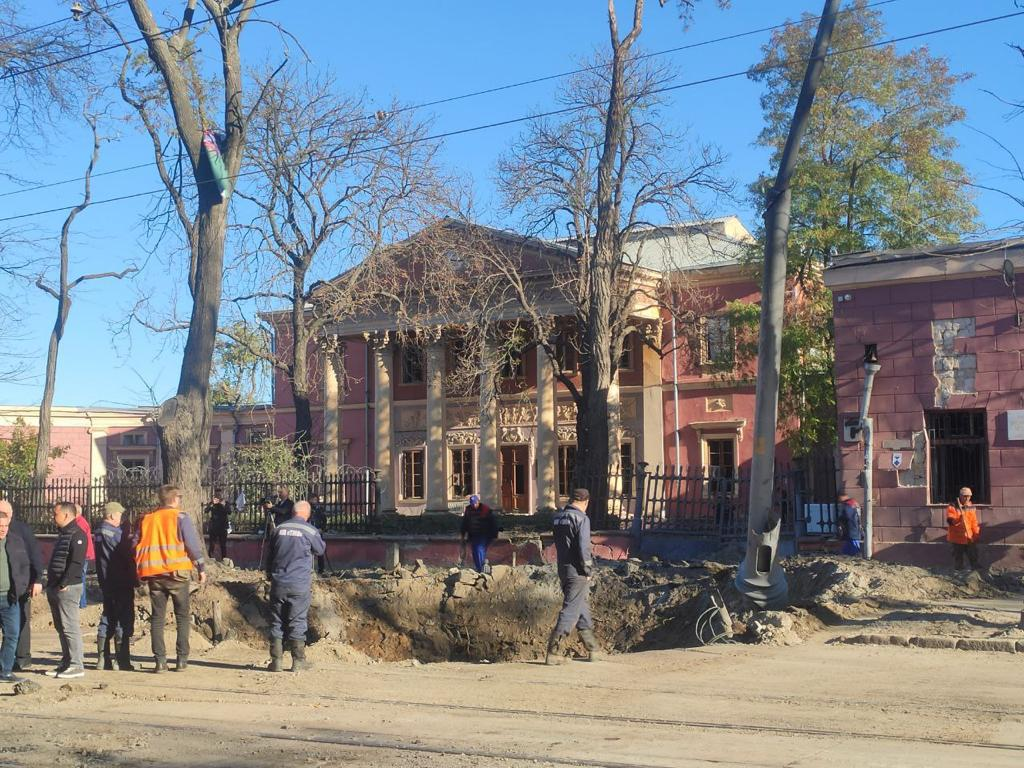
Воронка перед музеєм після російської ракетної атаки, 5 листопада 2023

5 листопада 2023 року, у вечірній час, в результаті російської ракетної атаки по середмістю Одеси, Національний художній музей вдруге зазнав пошкоджень.

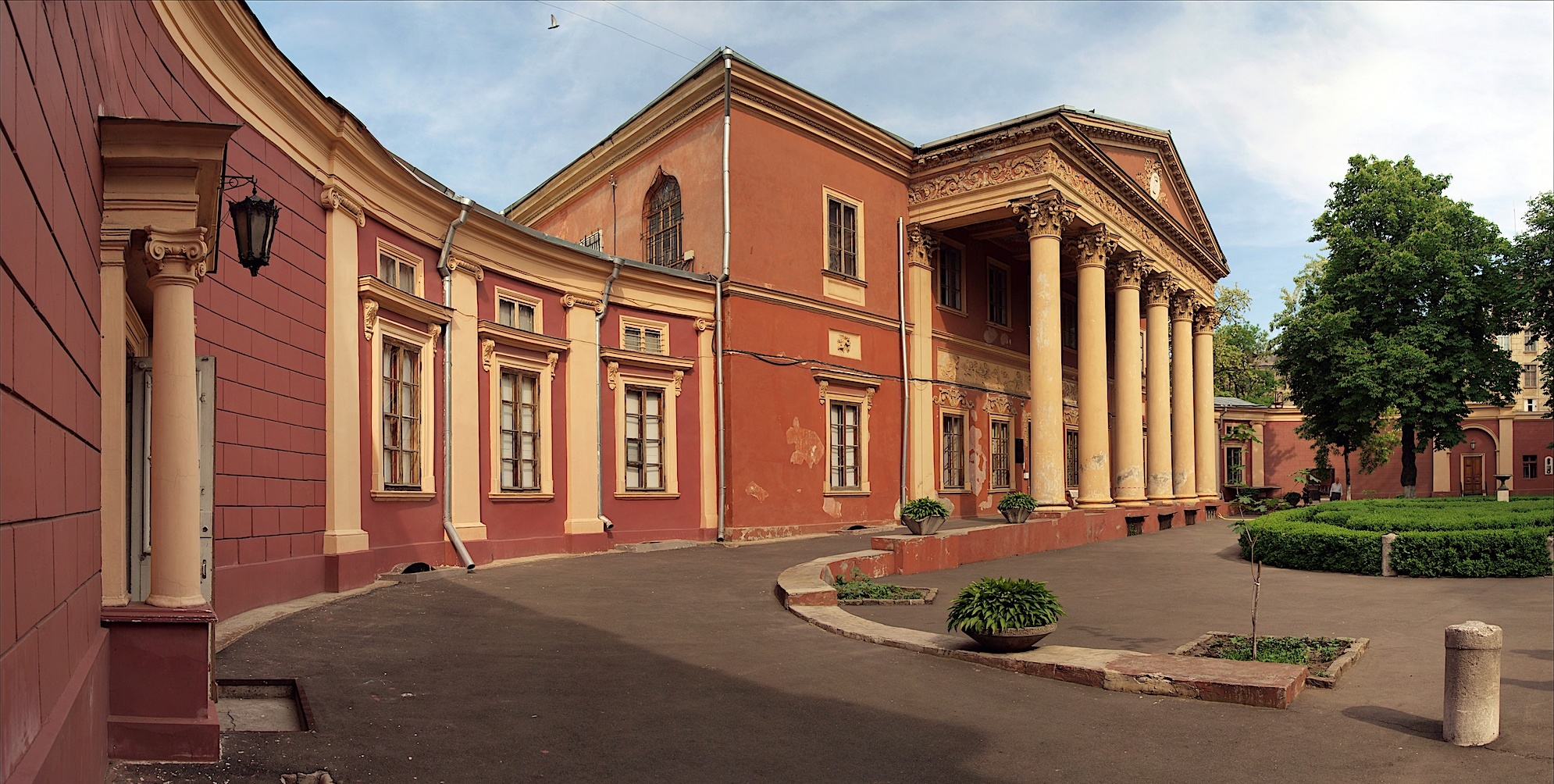
Почесний двір перед колишнім палацом
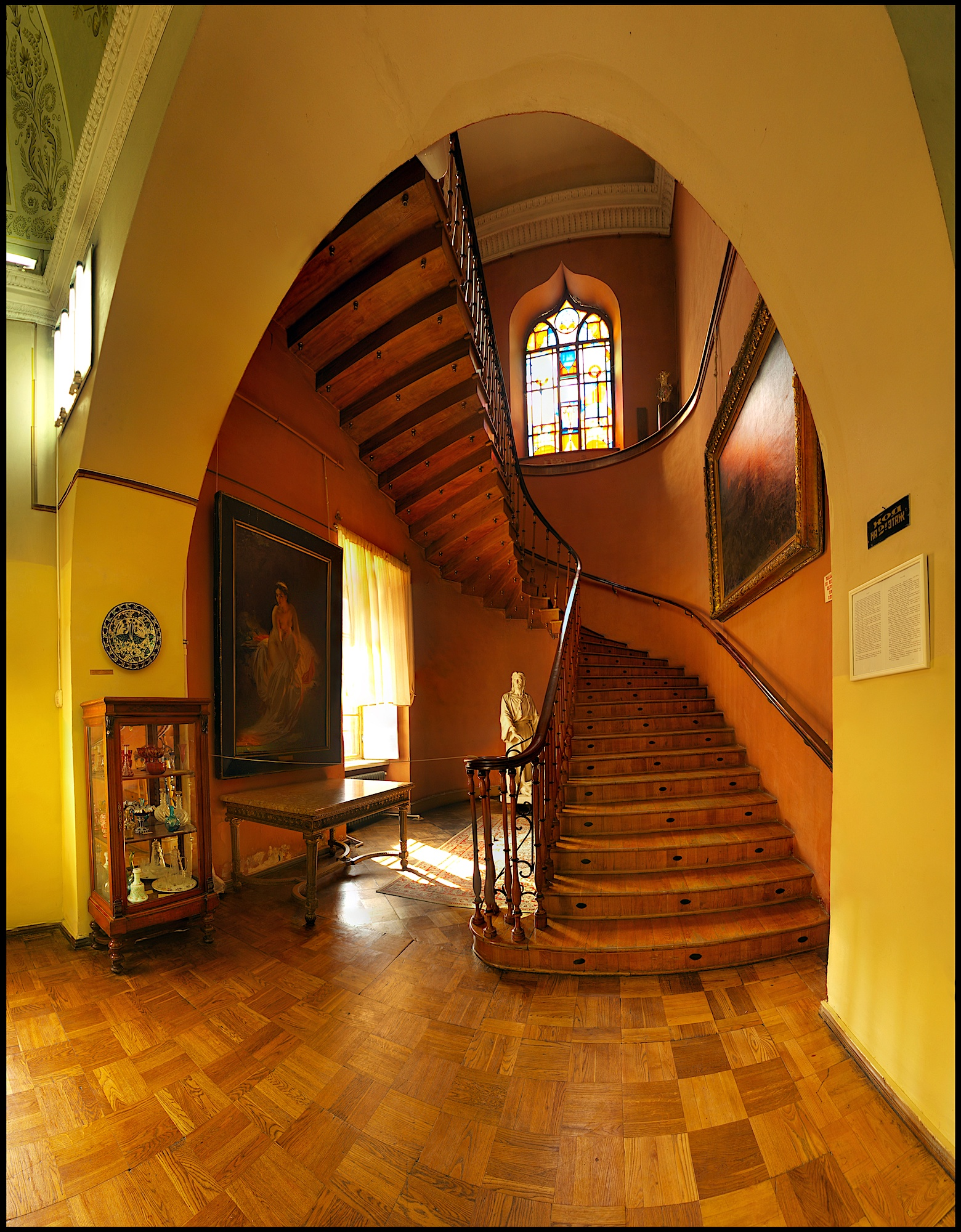
Сходи на другий поверх
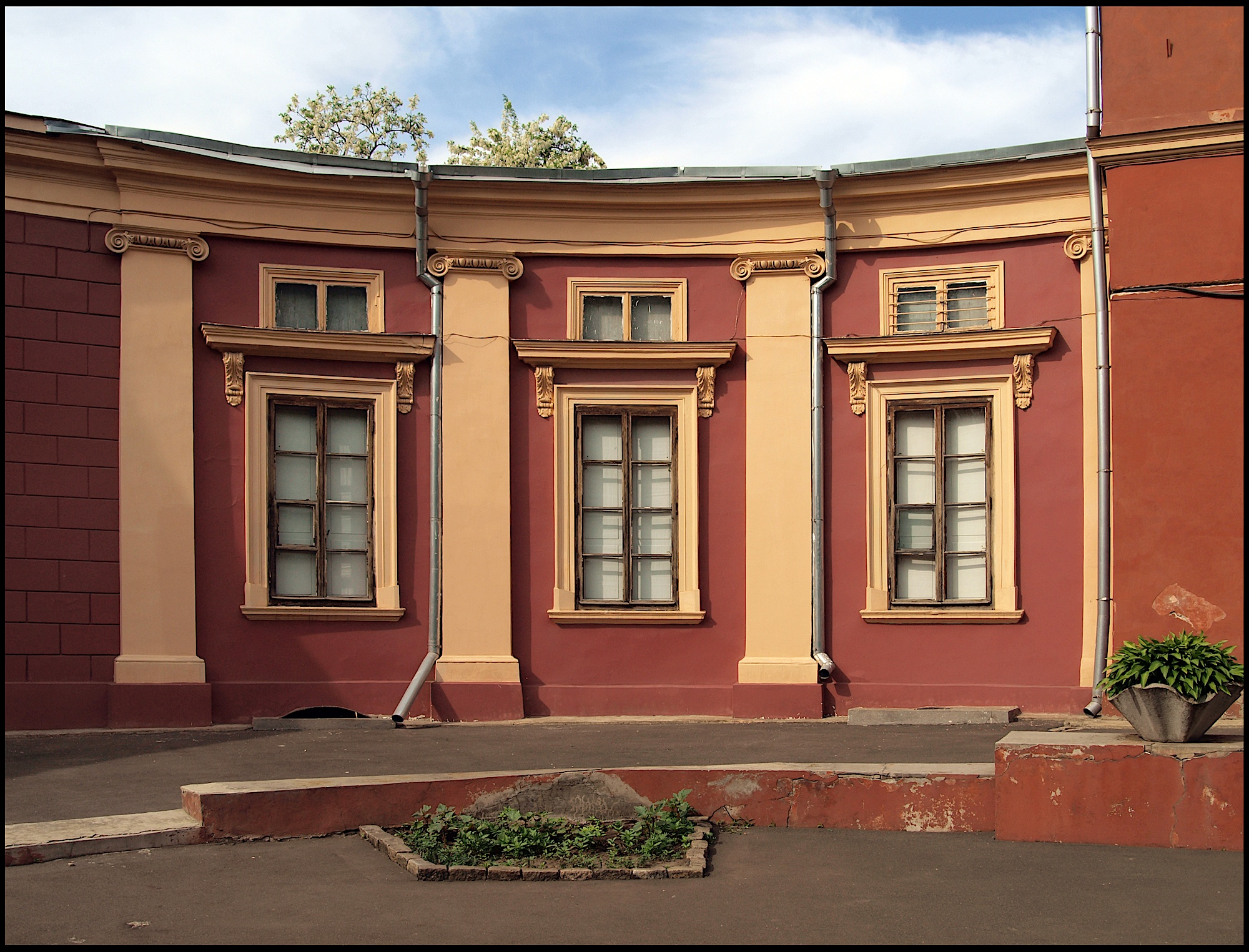
Напівциркульна галерея двору

### Збірки музею
- іконопис
- портрети
- живопис (пейзаж, побутова картина, історичний живопис в стилі академізм, соціалістичний реалізм)
- графіку
- скульптуру
- декоративно-ужиткове мистецтво.

Серед портретів картинної галереї:
- офіційний портрет Катерини II на повен зріст (Дмитро Левицький, 1794 рік)
- портрет полковника Пальменбаха (Дмитро Левицький, 1794 рік)
- портрет невідомого юнака (Орест Кіпренський, 1-ша чверть XIX століття)
- портрет Н. Оболенської (Василь Тропінін, 1833)
- портрет Н. Габаєвої (Микола Ге, 1886)
- портрет дружини (Борис Кустодієв)

У XIX столітті почесне місце в живопису посів пейзаж. Серед пейзажних творів музею:
- марини Івана Айвазовського
- «Мечеть» (Василь Полєнов)
- «Вечір. Перелітні птахи» (Олексій Саврасов, 1874)
- «Лісовий струмок» (Іван Шишкін, 1870)
- У пейзажі «Потяг іде» Ісаака Левітана зафіксував риси штучного перетворення краєвиду на індустріальний пейзаж доби капіталізму пореформеної Російської імперії.

У стилі академізм виконані — «Самсон і Даліла», «Дружина Тучева шукає тіло загиблого на полі Бородино», «Що є істина ?» Микола Ге, «У 1812 році» Прянішников та інші.

### Твори українських митців
В колекції представлені й твори українських митців, серед них — Володимир Боровиковський, Амвросій Ждаха, Костянтин Трутовський, Микола Пимоненко, Сергій Васильківський, Олександр Мурашко, Петро Левченко, Марія Примаченко, Михайло Дерегус, Адальберт Ерделі, Федір Манайло, Йосип Бокшай, Андрій Коцка, Тарас Шевченко, музей має тільки офорти митця.

### Мистецтво на зламі XIX—XX століть
Мистецтво Російської імперії на зламі XIX—XX століть, її суміш мистецьких стилів, жанрів, метушливий пошук змісту чи продовження мистецьких традицій репрезентує колекція творів російських та українських художників, серед яких:
- «Валькірія» (Михайло Врубель)
- «Безпритульні» (Ілля Рєпін)
- «Веселка», «Феєрверк» (Костянтин Сомов)
- «Прогулянка в парку» (Віктор Борисов-Мусатов)
- «Петро I в палаці Монплезір» (Валентин Сєров)
- «В парку Версаля» (Олександр Бенуа)
- «Садівник» (Іван Похитонов, 1900 рік)
- «Заморські гості», варіант композиції, (Микола Реріх)
- «Бегонії» (Петро Кончаловський)
- «Вулиця міста в сонячному освітленні» (Василь Кандинський)
- «Жнива» (Зінаїда Серебрякова)
- «Галки. Осінь» (Киріак Костанді) та ін.

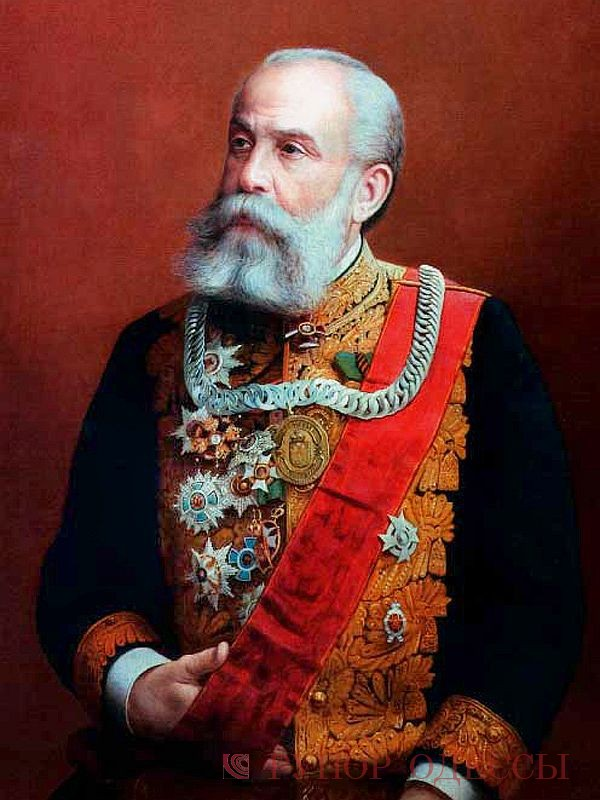
Портрет Г. Маразлі. І. А. Карцев
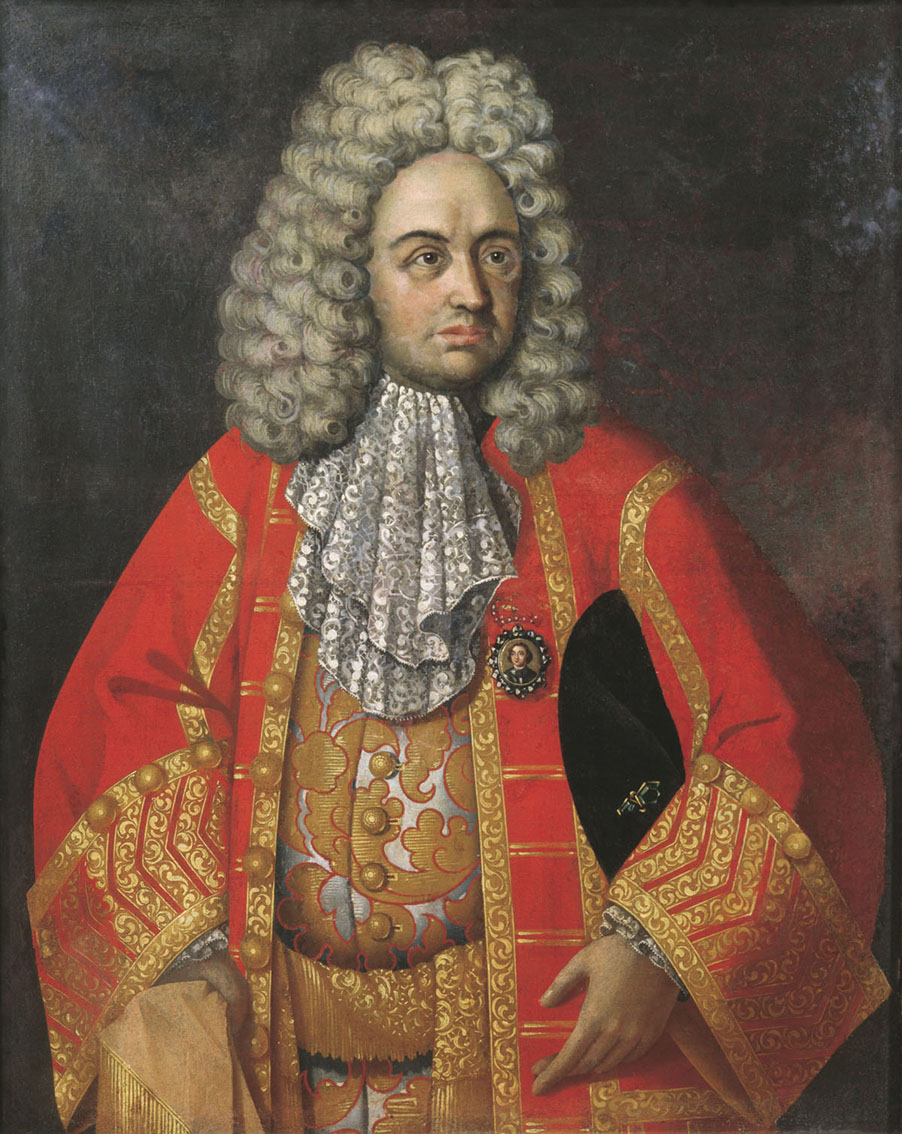
Портрет Г. Строганова. Р. Нікітін
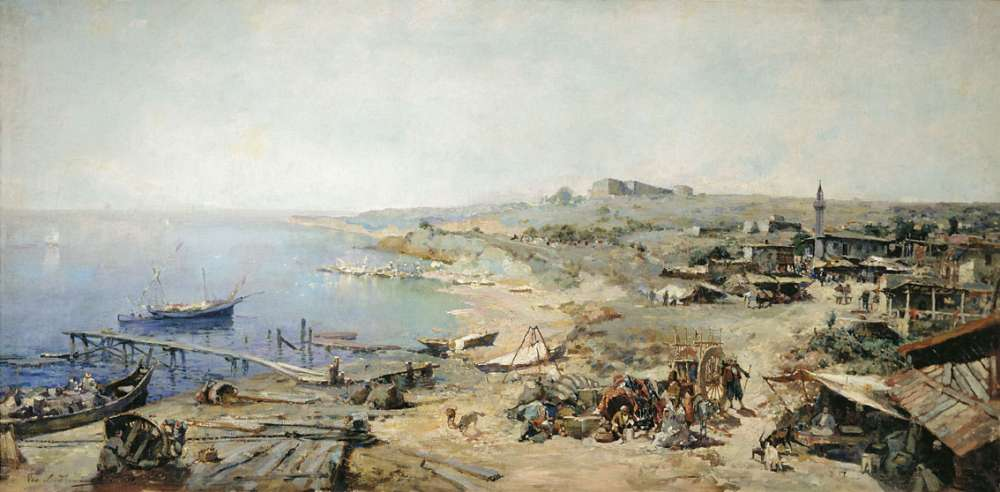
Геннадій Ладиженський «Хаджибей, Одеса», 1899
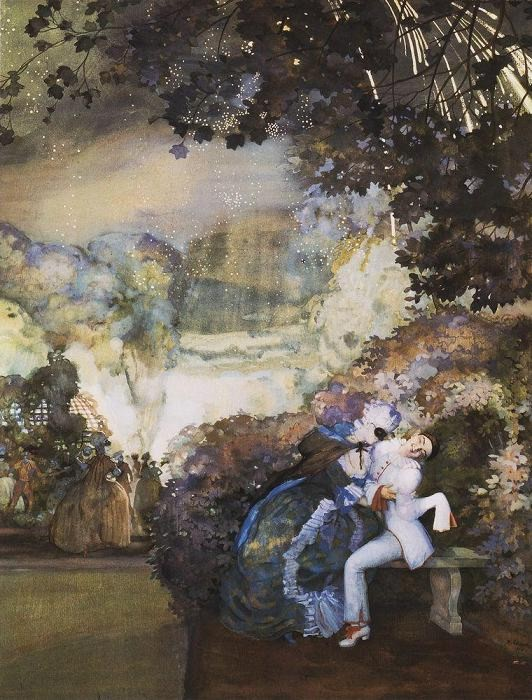
Костянтин Сомов. «Пані з П'єро» (Феєрверк), 1910
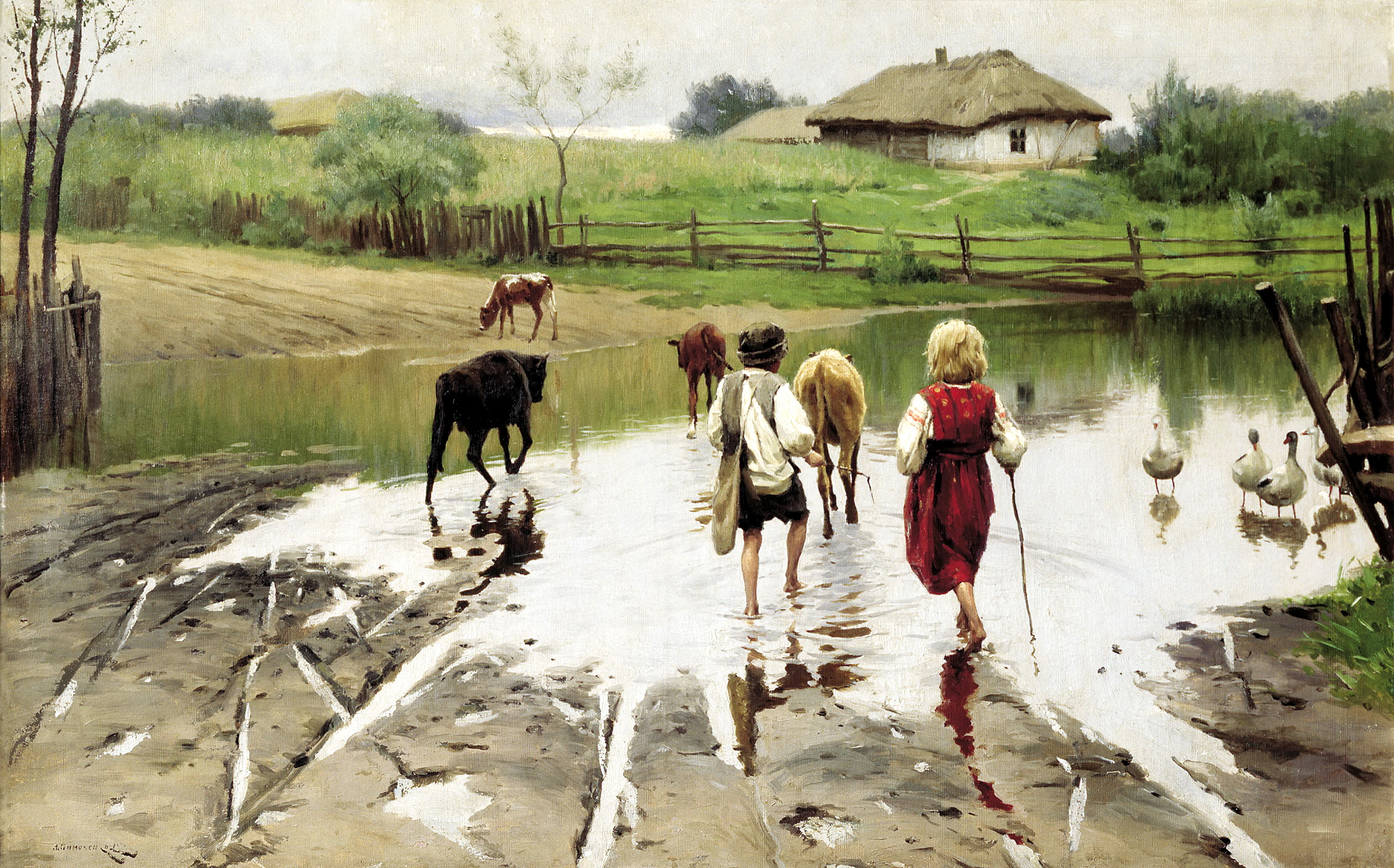
Микола Пимоненко. «Брід», 1901
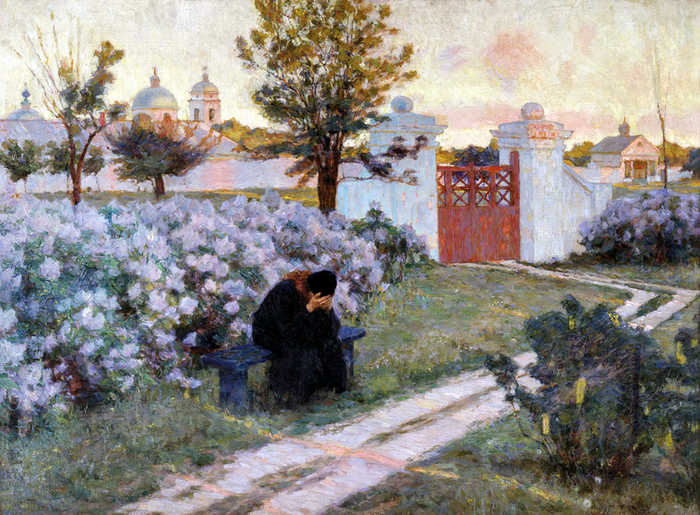
Кіріак Костанді, «Розквітлий бузок», 1902
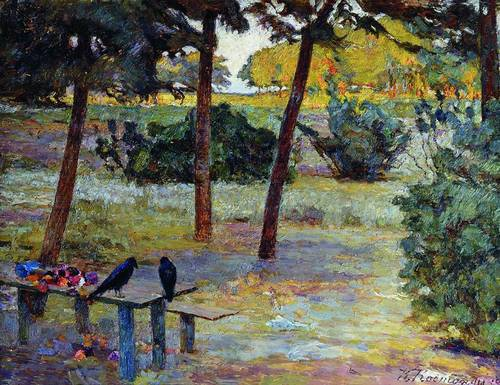
Кіріак Костанді. «Галки. Осінь», 1915
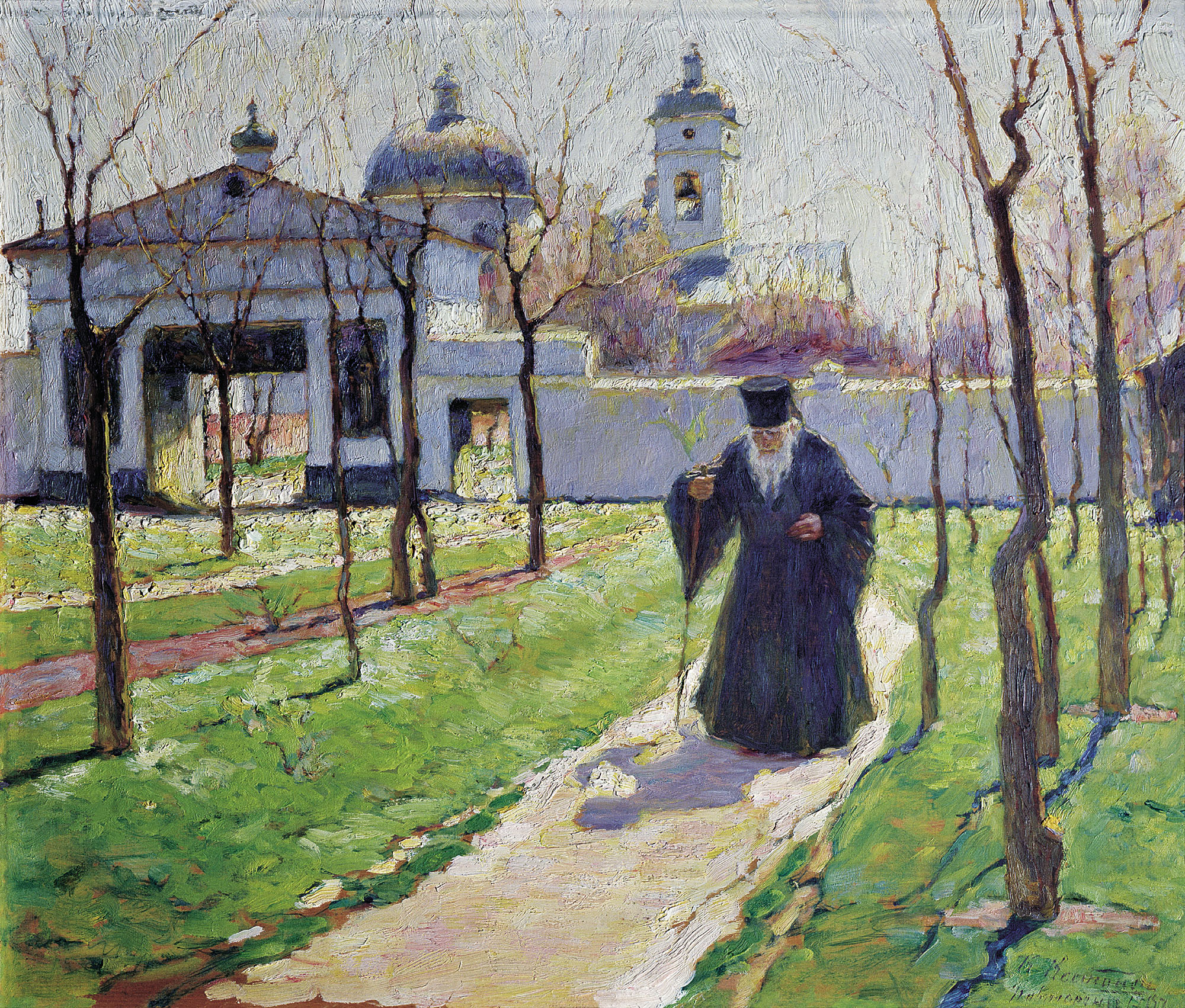
Кіріак Костанді. «Рання весна», 1915
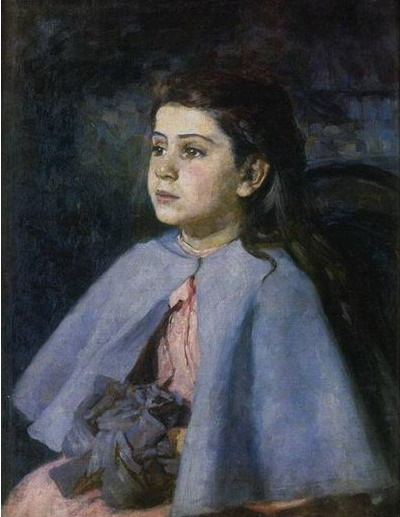
Кіріак Костанді. «Дівчина в синій пелеринці», 1888
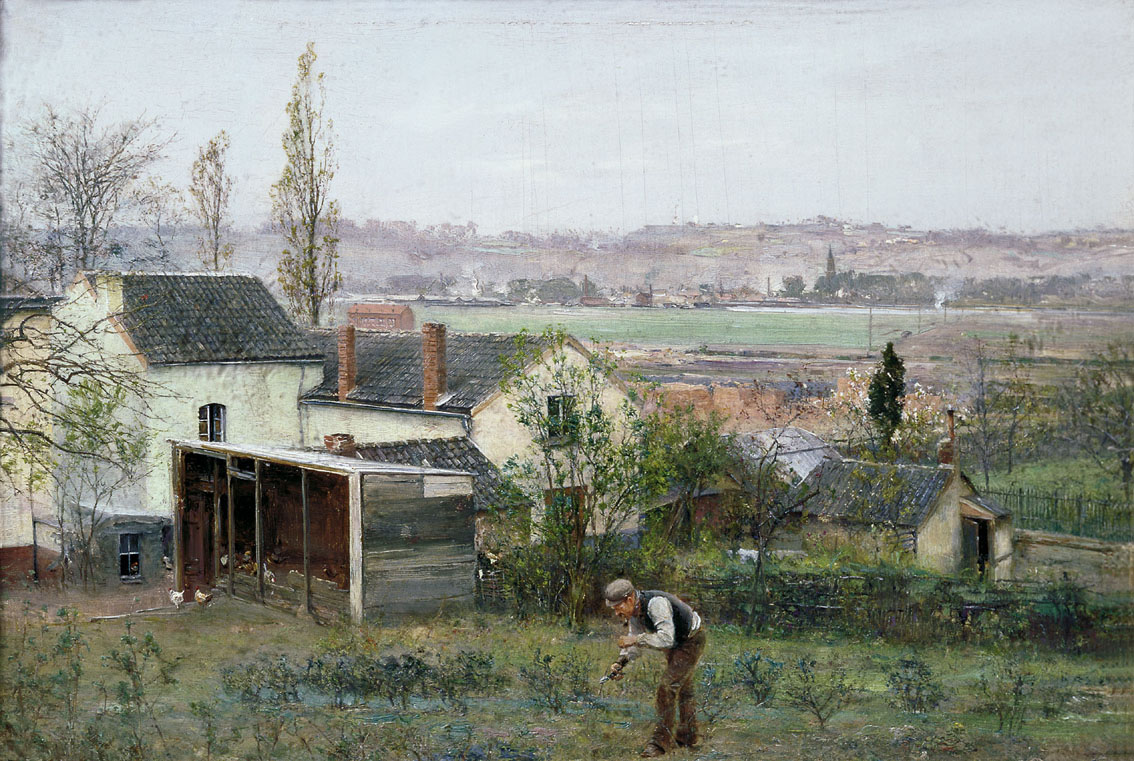
Іван Похитонов, «Садівник», 1900
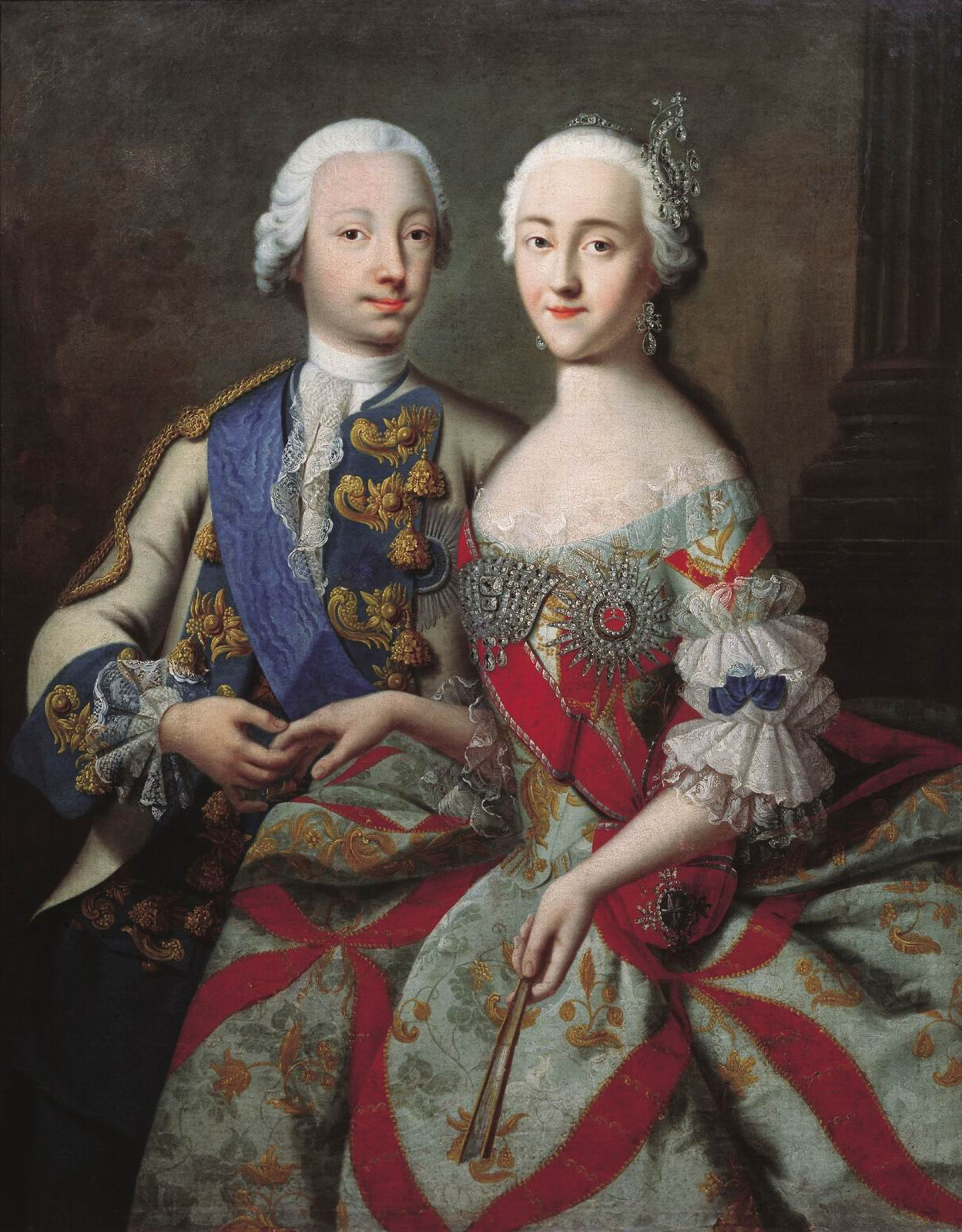
Г.-К. Гроот. «Цесаревич Петро Федорович та велика княгиня Катерина Олексіївна»
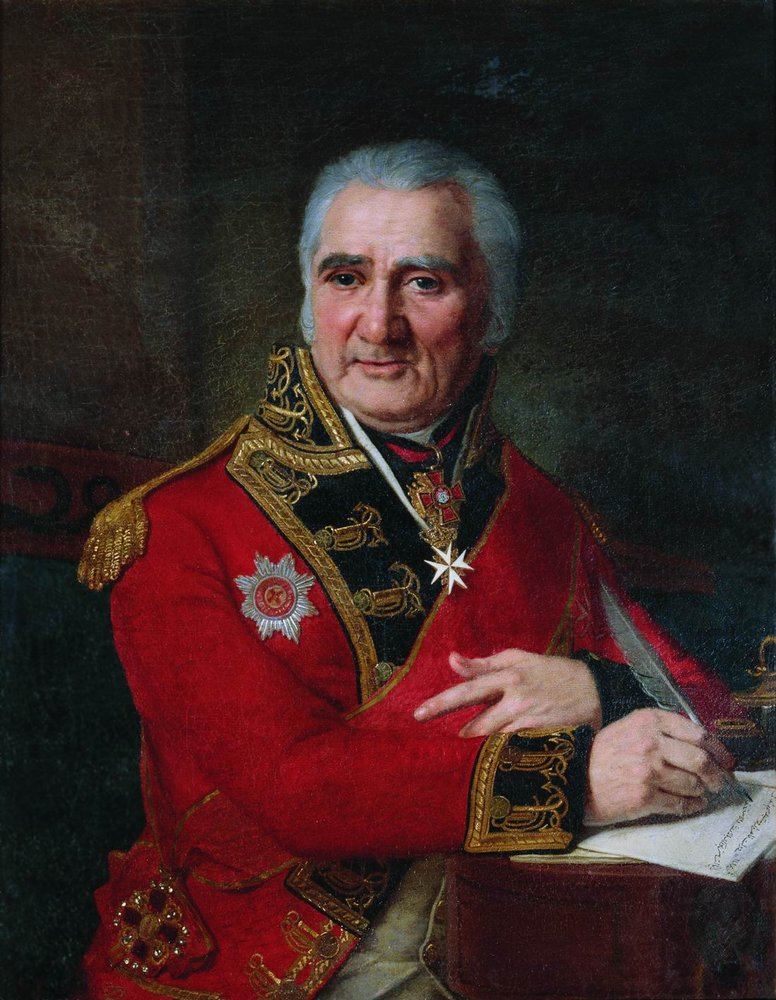
Володимир Боровиковський. «Портрет С. Л. Лашкарьова»
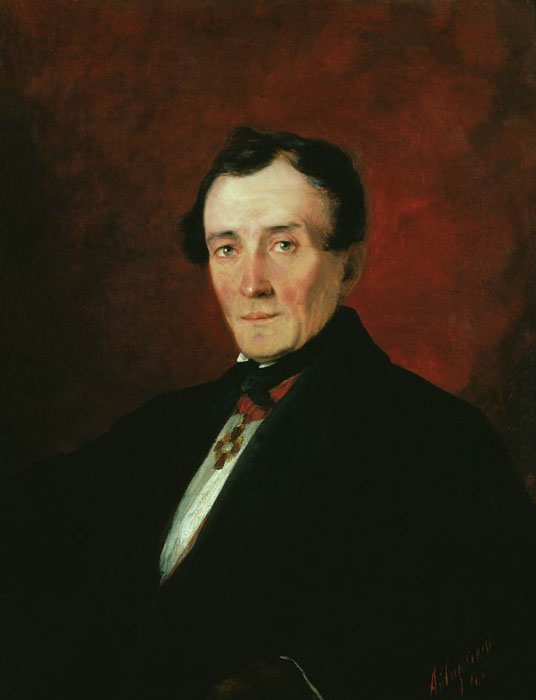
Іван Айвазовський. «Портрет невідомого»
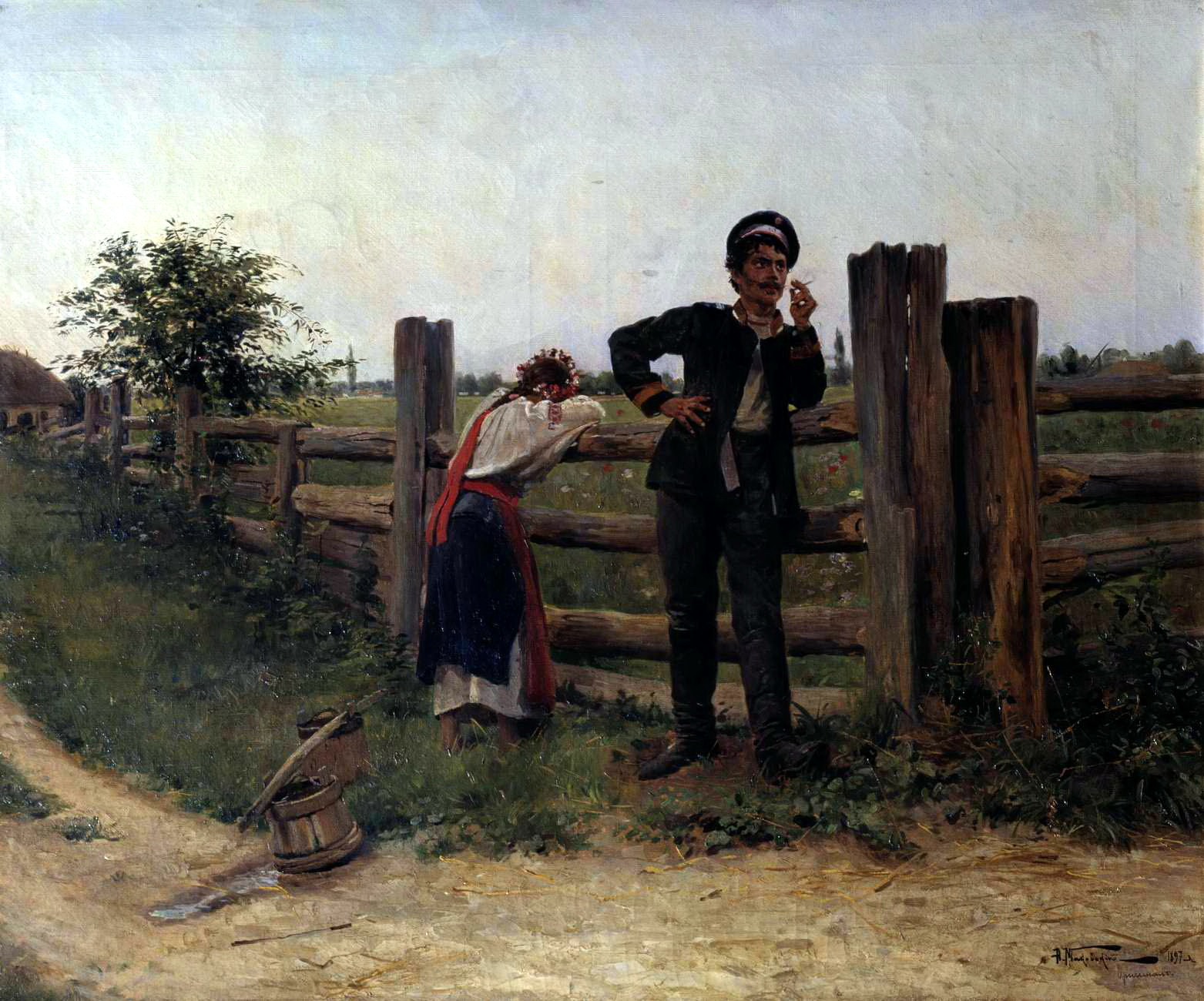
А. В. Маковський. «Набридла»
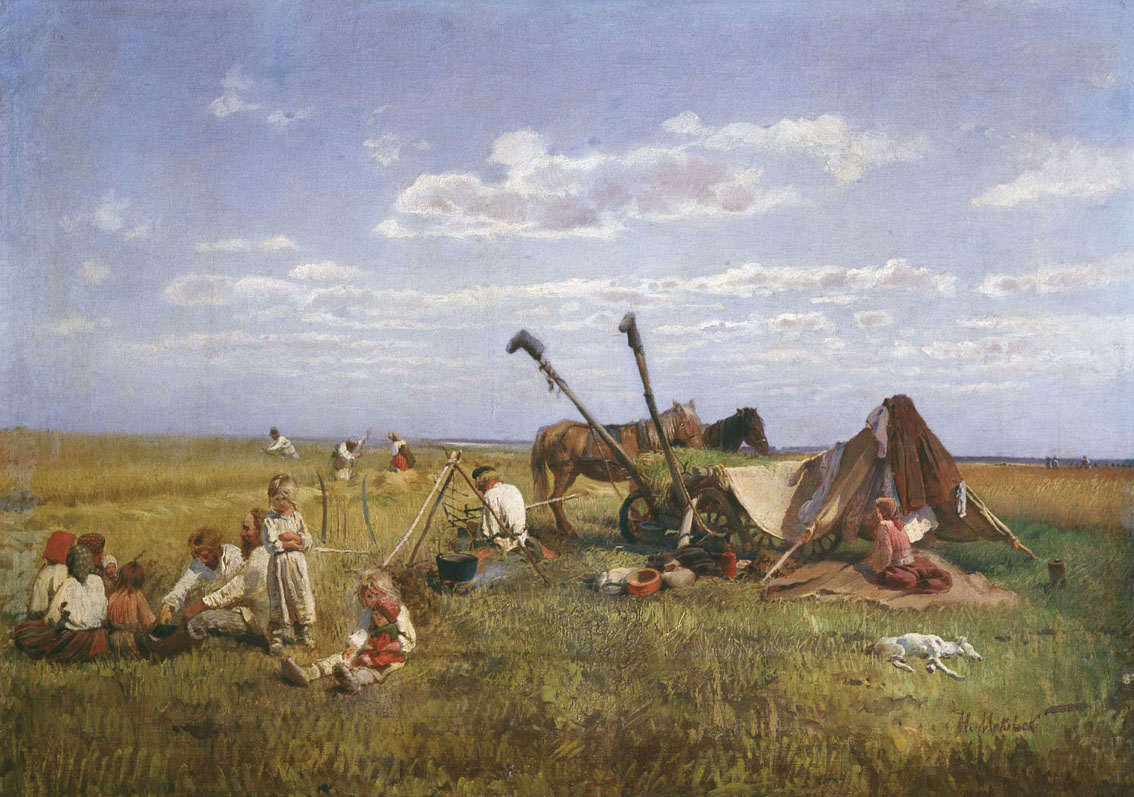
Микола Маковський. «Відпочинок на жнивах»
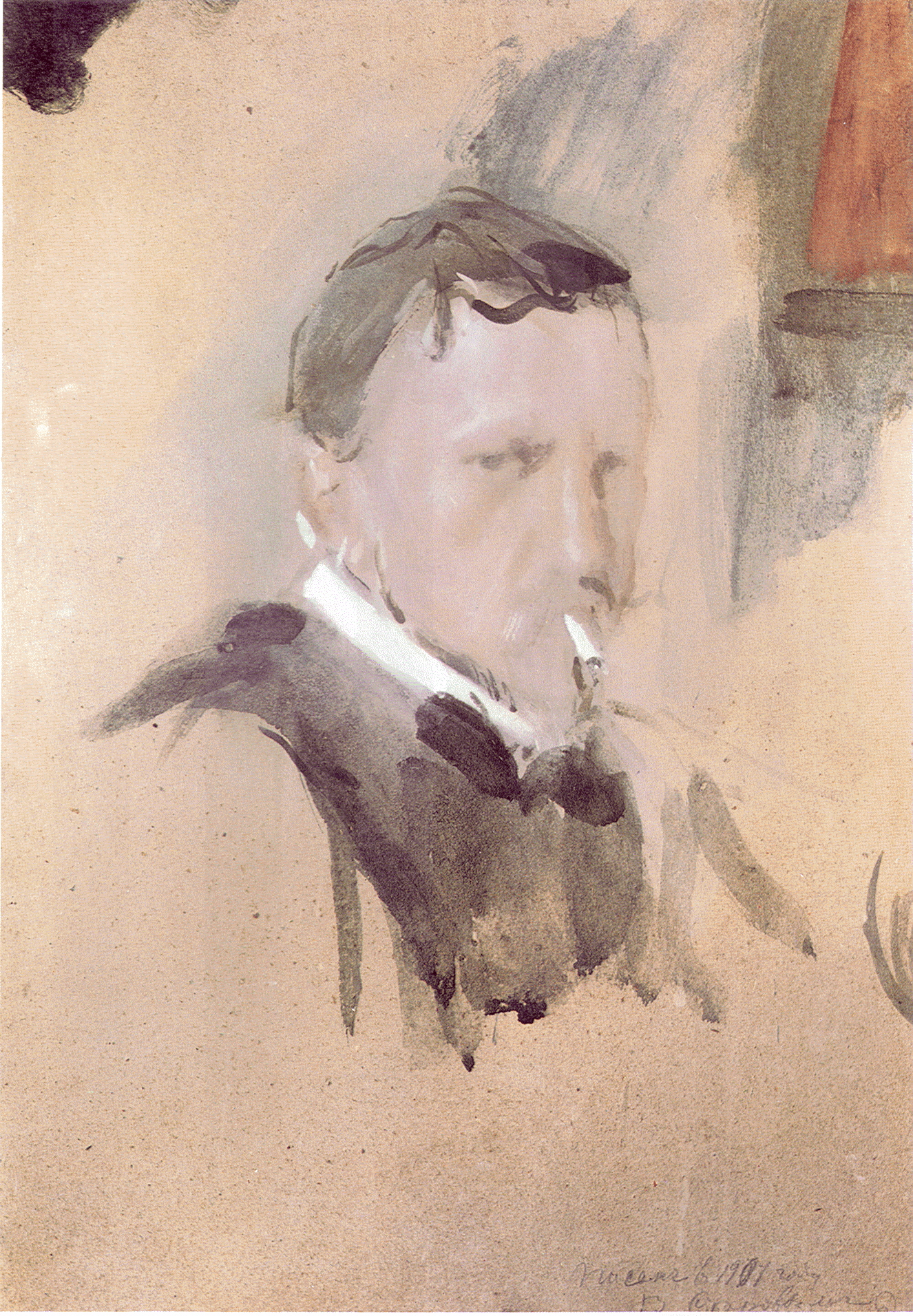
Валентин Сєров. «Самопортрет»
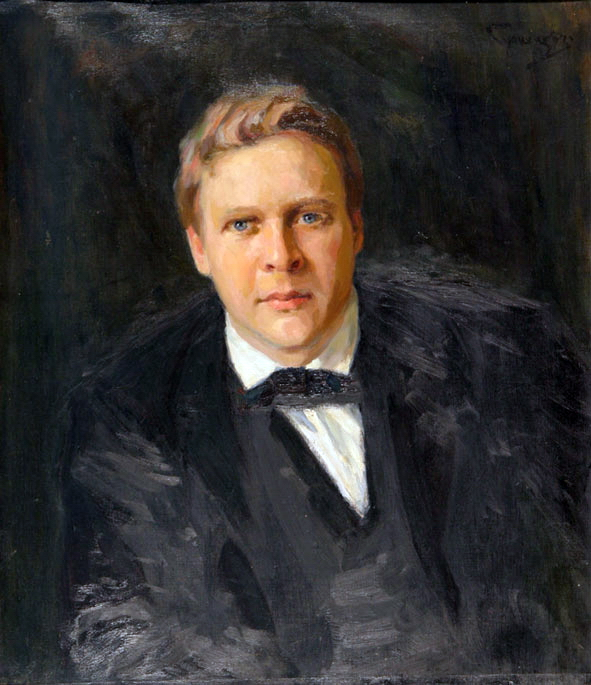
Микола Кузнецов. «Портрет Федора Івановича Шаляпіна»
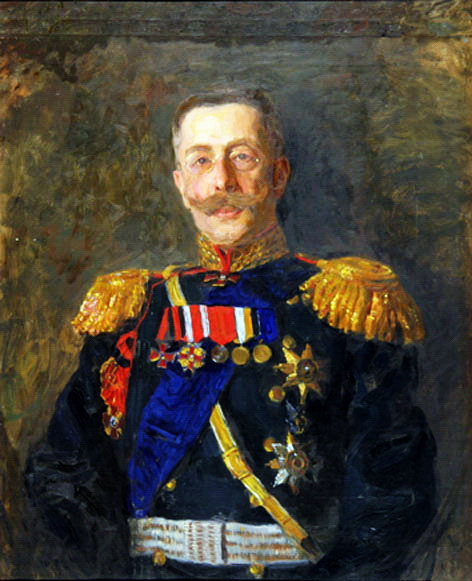
Микола Кузнецов. «Портрет генерал-лейтенанта Андрія Олександровича Нілуса»
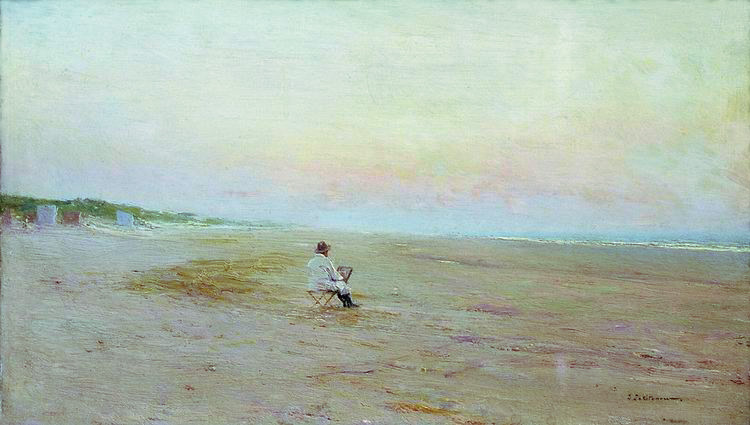
І. П. Похитонов. «Художник на березі моря»
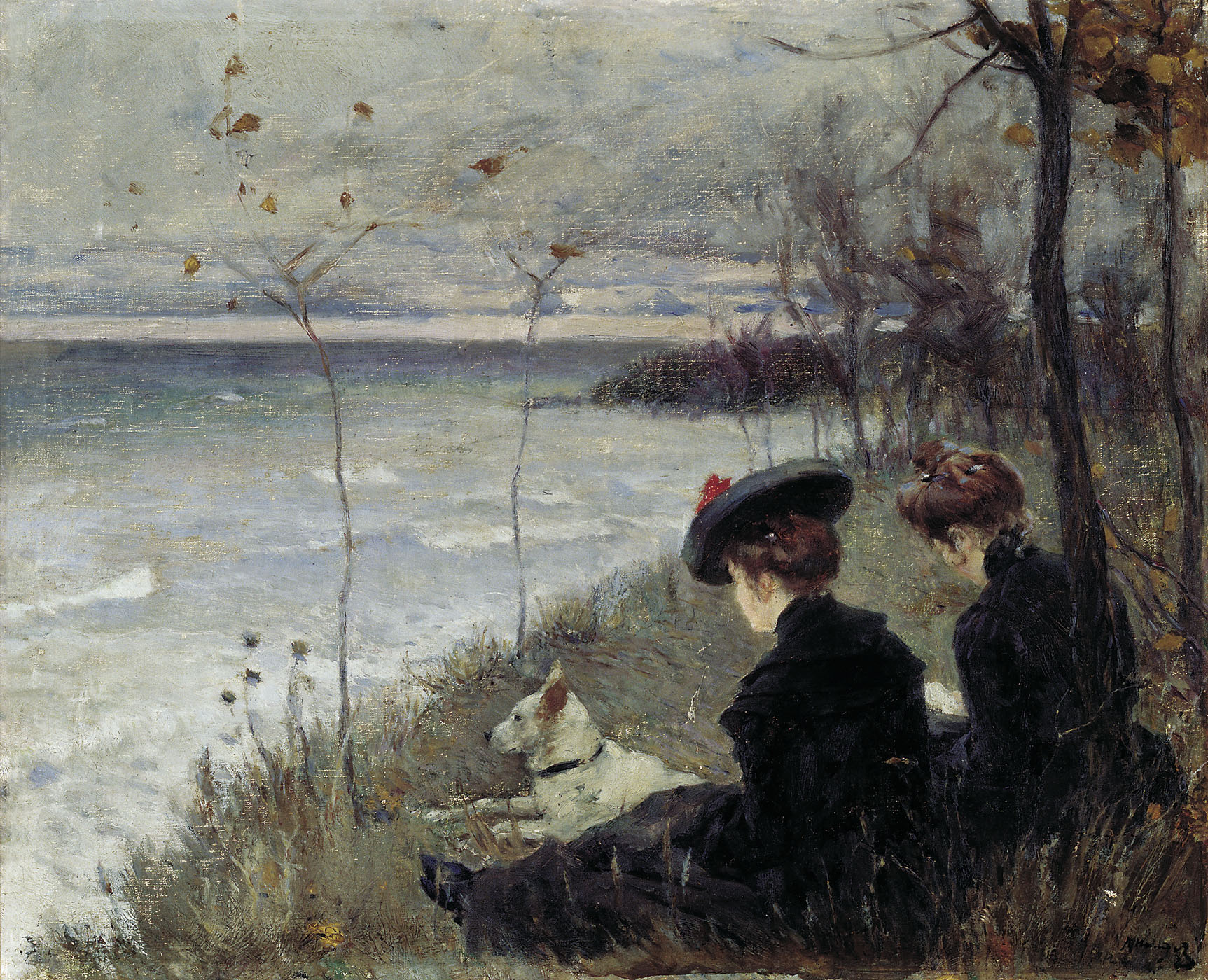
П. А. Нілус. «Осінь», 1893
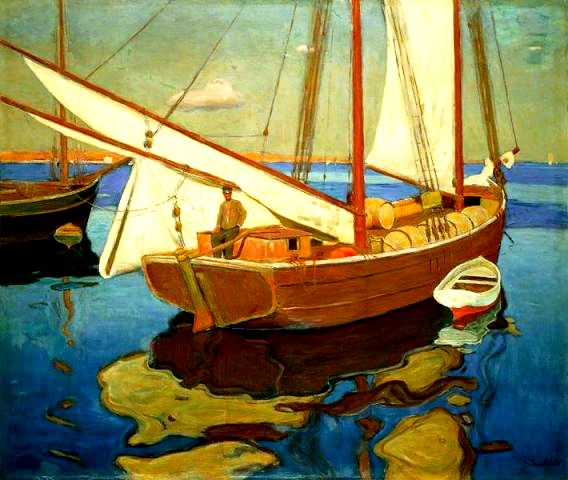
Герасим Головков. «Дубки»
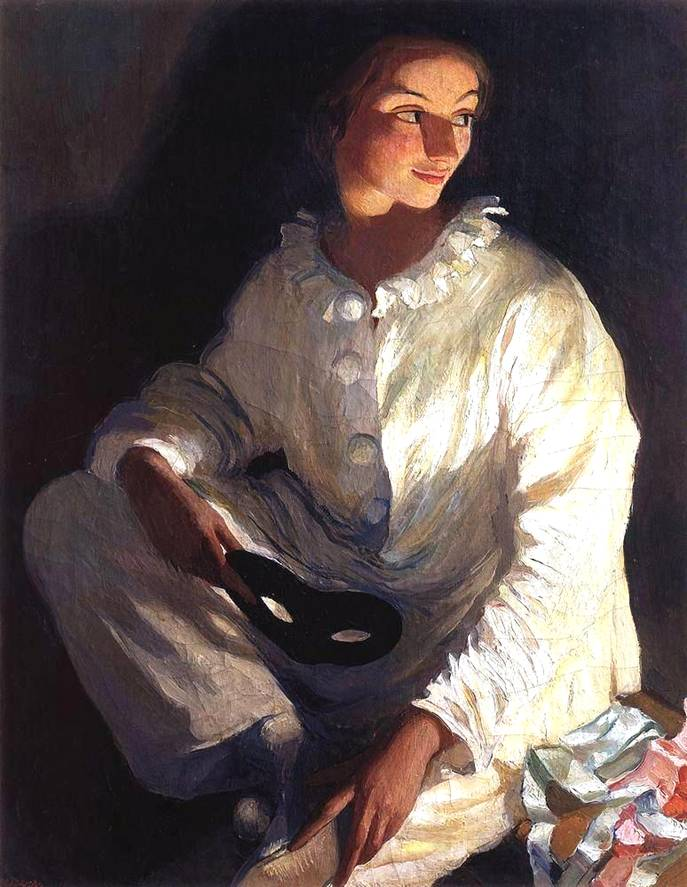
Зінаїда Серебрякова. «Автопортрет у костюмі П'єро», 1911
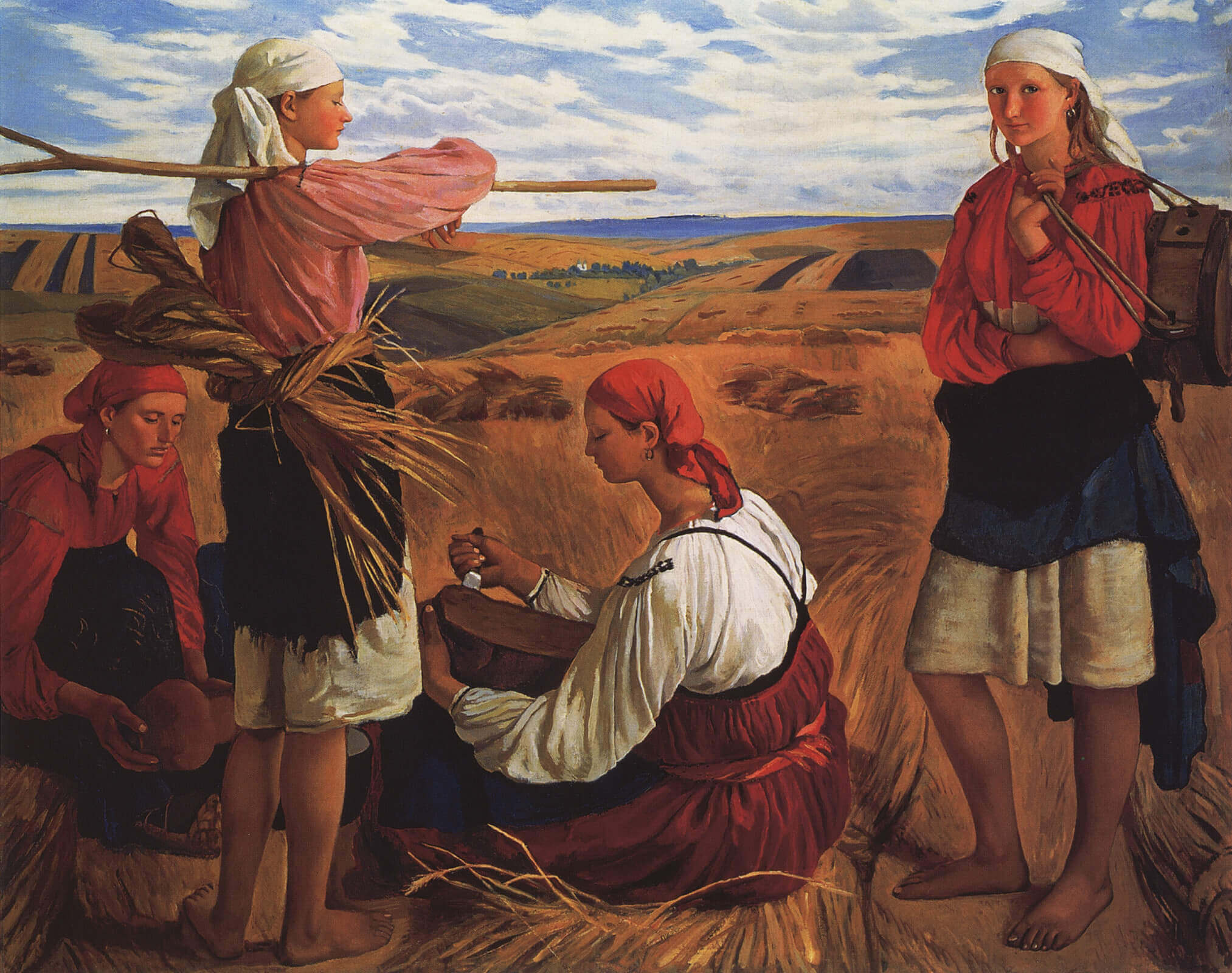
Зінаїда Серебрякова. «Жнива», 1915
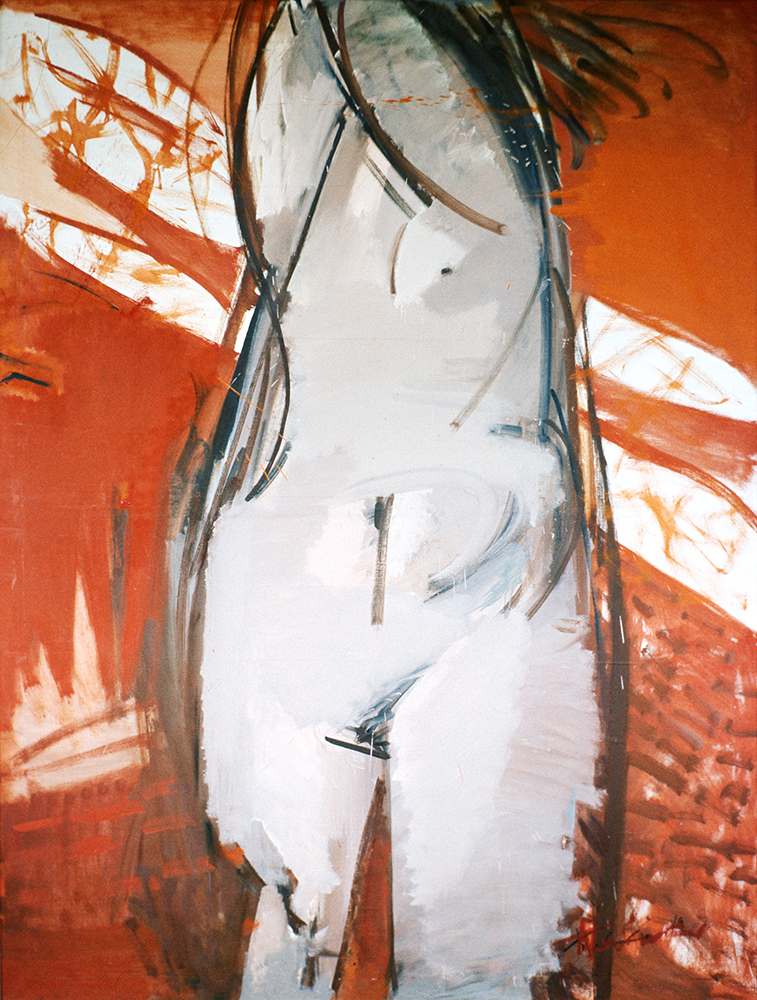
Василь Рябченко. "Дафна", 200x150 см, полотно, олія, 1989
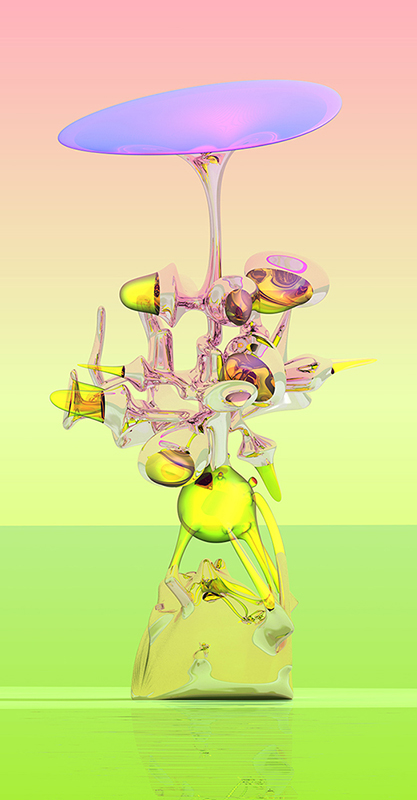
Степан Рябченко, «Алхімікус Благоухаючий». Із серії «Віртуальний сад», 290 х 150 см, цифровий друк на алюмінії, 2016

### Мистецтво XX—XXI століть
Представлено митцями:
- Олександр Ацманчук
- Герасимов С.
- Пименов Ю.
- Ромадін Н.
- Сергій Рябченко
- Степан Рябченко
- Василь Рябченко
- Стожаров В.
- Токарєв В.
- Теофіл Фраєрман
- Тетяна Яблонська

## Цікаві факти
- Під основним корпусом будинку музею перебуває великий грот зі склепінним перекриттям, що імітує природну печеру зі штучним водоспадом. Збереглася частина підземних коридорів, що мали вихід у парк, який спускався по схилу пагорба до берега моря.
- В одній з підземних галерей збереглися унікальні декоративні розписи швейцарських майстрів, які датуються 1895 роком.
- У ніч на 20 червня 2005 року з Одеського художнього музею було викрадено картину Івана Айвазовського «Морський вид». У будинок музею грабіжники проникнули через розбите вікно. Роботу було повернуто в січні 2006 року[10].
- У ніч з 5 на 6 листопада 2023 р. Одеський національний художній музей пошкоджено російською бойовою ракетою[11]